# Гочаджихаиши
Гочаджихаиши (груз. გოჩაჯიხაიში) — село в Грузии, на территории Хонийского муниципалитета края (мхаре) Имеретия.

## География
Село находится в западной части Грузии, в пределах Имеретинской низменности, на расстоянии приблизительно 5 километров (по прямой) к югу от города Хони, административного центра муниципалитета. Абсолютная высота — 81 метр над уровнем моря.

## Население
По результатам официальной переписи населения 2014 года, в Гочаджихаиши проживало 756 человек (363 мужчины и 393 женщины). В национальной структуре населения грузины составляли 99,9 %, украинцы — 0,1 %.
| Год  | Население, человек |
| ---- | ------------------ |
| 2002 | 1012               |
| 2014 | ↘ 756              |